# Anellus

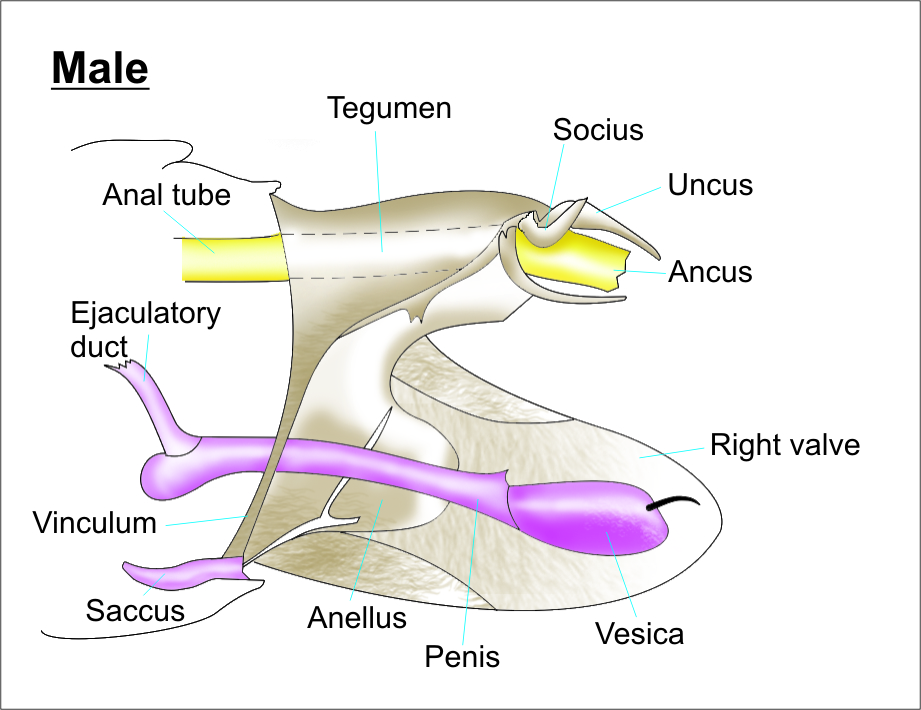
Samcze narządy genitalne motyla

Anellus, łożysko edeagusa (łac. anellus, ang. penis funnel, ring wall) – część samczych narządów genitalnych u motyli wchodząca w skład fultura penis.
Anellus to zchitynizowana (zesklerotyzowana) wewnętrzna ścianka "fallokryptu" (phallocrypt) lub "falloteki" (phalloteca), tworząca lejkowaty stożek, pierścień lub tubę wokół edeagusa. 
Anellus określany bywa też jako zchitynizowana struktura otaczająca i podtrzymująca edeagus, mogąca być stawowo połączona z podstawą harpe i jego brzuszną częścią.
W przypadku niewystarczającego zróżnicowania się anellusa, jego brzuszna część wchodzi w skład fultura inferior, a grzbietowa w skład fultura superior.
U wąsikowatych anellus ma formę wydłużonej łopatki bądź kotwiczki, zrośniętej ruchomo z edeagusem. U Oecophoridae przybierać może różne kształty: może być tarczowaty lub wyposażony w dwa długie wyrostki, czasem sięgające daleko poza zawieszkę. U piórolotkowatych przyrasta on często do górnej części juksty i może mieć postać dwóch ramion bądź otaczającego edeagus pierścienia.